# Liste der Bodendenkmäler in Rattenkirchen
Auf dieser Seite sind die Bodendenkmäler in der oberbayerischen Gemeinde Rattenkirchen zusammengestellt. Diese Tabelle ist eine Teilliste der Liste der Bodendenkmäler in Bayern. Grundlage ist die Bayerische Denkmalliste, die auf Basis des Bayerischen Denkmalschutzgesetzes vom 1. Oktober 1973 erstmals erstellt wurde und seither durch das Bayerische Landesamt für Denkmalpflege geführt wird. Die folgenden Angaben ersetzen nicht die rechtsverbindliche Auskunft der Denkmalschutzbehörde.

## Bodendenkmäler der Gemeinde Rattenkirchen

### Bodendenkmäler in der Gemarkung Obertaufkirchen
| Lage                       | Objekt                                                | Akten-Nr.     | Bild |
| -------------------------- | ----------------------------------------------------- | ------------- | ---- |
| Obertaufkirchen (Standort) | Abschnittsbefestigung des frühen Mittelalters (Bürg). | D-1-7739-0012 |      |

### Bodendenkmäler in der Gemarkung Rattenkirchen
| Lage                     | Objekt | Akten-Nr.     | Bild |
| ------------------------ | --- | ------------- | ---- |
| Rattenkirchen (Standort) | Untertägige mittelalterliche und frühneuzeitliche Befunde im Bereich der Katholischen Pfarrkirche Mariä Himmelfahrt in Rattenkirchen und ihrer Vorgängerbauten.                            | D-1-7739-0084 |      |
| Rattenkirchen (Standort) | Untertägige mittelalterliche und frühneuzeitliche Befunde im Bereich der Katholischen Filialkirche St. Johannes der Täufer in Ramering und ihres Vorgängerbaus mit aufgelassenem Friedhof. | D-1-7739-0086 |      |
| Rattenkirchen (Standort) | Untertägige spätmittelalterliche und frühneuzeitliche Befunde im Bereich der Katholischen Filialkirche St. Nikolaus bei Göppenham (sog. Wasenkirche).                                      | D-1-7739-0087 |      |
| Rattenkirchen (Standort) | Untertägige frühneuzeitliche Befunde im Bereich der Katholischen Filialkirche St. Benno in Wald und ihres Vorgängerbaus.                                                                   | D-1-7739-0163 |      |